# Palácio da Bahia

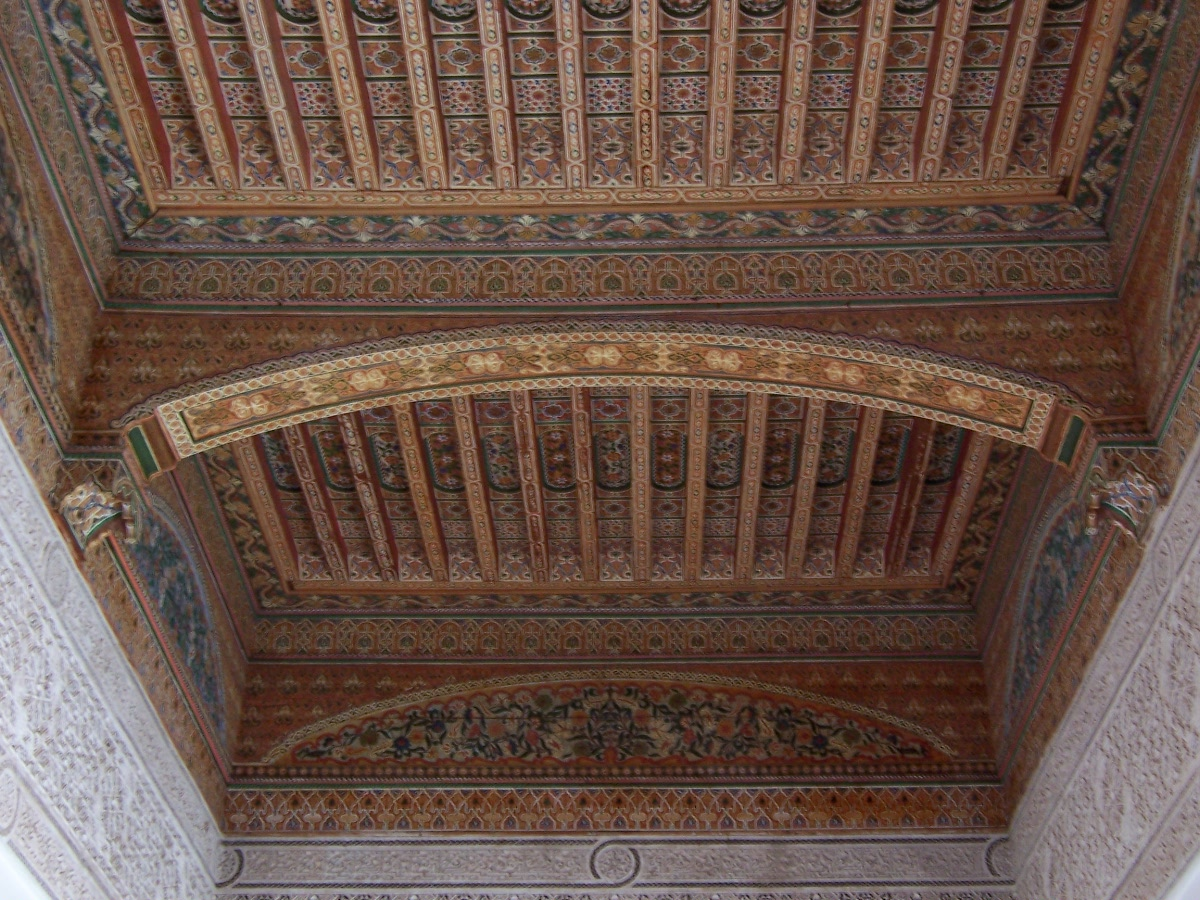
Um dos tetos decorados do palácio

O Palácio da Bahia é um palácio em Marraquexe, Marrocos, construído no final do século XIX em estilo árabe-andalusino  ou marroquino. O seu nome significa "brilho". Os jardins ocupam uma área de 8 000 m² e as 150 divisões abrem-se para diversos pátios interiores.
O palácio, um dos mais impressionantes de Marraquexe, situa-se na almedina (parte antiga) da cidade, junto ao lado norte da mellah (bairro judeu). Apesar da data exata da construção ser desconhecida (algumas fontes mencionam 1866-1867), sabe-se que o arquiteto marroquino Almaqui (El Mekki) foi contratado entre 1859 e 1873 para dirigir a construção por Si Mussa,  um antigo escravo que ascendeu a camareiro-mor do sultão Mulei Haçane e depois viria a ser grão-vizir. O filho de Si Muça, Amade ibne Muça (1841–1900) contratou o arquiteto Maomé ibne Maqui para ampliar o palácio em 1894, tendo sido adicionados ao complexo uma mesquita, um hamame (balneário) e uma horta.
Amade ibne Muça foi camareiro-mor e grão-vizir de Mulei Haçane, como o seu pai tinha sido. Após a morte deste em 1894 quando regressava duma expedição militar, Amade tornou-se o regente de facto, numa espécie de golpe palaciano que passou por ocultar a morte do sultão até conseguir que o filho deste, Mulei Abdalazize, então com 14 anos, fosse proclamado sultão. No palácio funcionou o harém de Amade, que tinha 4 esposas e 24 concubinas. O harém inclui um vasto pátio decorado com um lago e rodeado dos quartos destinados às concubinas.
A entrada para o público situa-se no lado ocidental, através de um pátio com arcadas que conduz a um pequeno riade (apartamento tradicional ou jardim interior), uma das adições de Amade. O riade é decorado com estuque e madeira de cedro esculpidos e os seus três lados dão acesso a três salões. O salão oriental conduz à sala do conselho e daí, através de um vestíbulo com uma pintura notável no teto, alcança-se o grande pátio do palácio original de Si Muça. A sul deste pátio, encontra-se o grande riad que constituía o núcleo central do palácio de Si Muça, onde as árvores de fruto e o chilrear das aves contribui para compor o ambiente de suprema beleza idealizado pela arquitetura árabe. A ocidente e oriente do grande riade encontram-se salas ricamente decoradas com lareiras de zellij (azulejos coloridos marroquinos) e tetos de madeira pintada. A saída do palácio é feita pelo apartamento privado de construído em 1898 para a esposa de Amade, Lala Zinabe, onde mais uma vez se destaca o teto pintado e o estuque esculpido, além das janelas de vitral.
Apesar da beleza e opulência do edifício, à semelhança de outros palácios árabes construídos e sucessivamente ampliados sem planos de conjunto, a distribuição dos apartamentos e pátios é algo desorganizada, com um dédalo de corredores e escadarias a ligar uma série de partes de dimensões muito desiguais.
Quando Amade ibne Muça morreu em 1900, o palácio foi palco de um autêntico pandemónio, o qual é descrito por Walter Harris, um correspondente em Marrocos do Times de Londres, que conheceu pessoalmente Amade. Nos dias que antecederam a morte de Amade, foram colocados guardas no exterior do palácio, aguardando em silêncio o acontecimento fatídico. Logo que se aperceberam que Amade tinha morrido ao ouvirem os prantos vindos do interior, todas as entradas foram encerradas e ninguém foi autorizado a entrar ou sair. Entretanto, no interior os escravos pilharam tudo o que puderam e as mulheres lutaram entre si pela posse das joias. Foram arrombados cofres, de onde retiraram títulos de propriedade e outros documentos; as pedras preciosas foram arrancadas e partidas para serem mais facilmente escondidas e transportadas e até assassínios houve. Alguns dias depois nada restava senão o grande edifício, tendo desaparecido tudo o resto que se encontrava no interior. A família foi expulsa e passou fome, tendo as vastas propriedades passado para a posse do Estado. «Esse era o costume do país.» Segundo outras fontes, a pilhagem do palácio foi ordenada pelo sultão Mulei Abdalazize, que queria para si o esplêndido mobiliário e decorações.
Durante o Protetorado Francês de Marrocos, o palácio foi a residência do "residente-geral" (administrador colonial) francês em Marraquexe durante alguns anos. Um dos ocupantes foi o general Hubert Lyautey quando era residente-geral. Atualmente também é usado pela família real marroquina quando esta está na cidade, o que geralmente ocorre durante os meses de inverno.
O palácio está na posse do Ministério dos Assuntos Culturais do Governo de Marrocos e além museu e centro cultural, serve também para receções de dignitários estrangeiros, para exposições de arte e concertos, principalmente de música árabe-andalusino.
As obras de restauro levadas a cabo no início da década de 2000 devolveram ao edifício muita da sua glória passada e estava previsto que em 2011 fossem iniciado outro programa de restauro. Uma parte do palácio pode ser visitado durante a maior parte do ano, exceto durante os períodos em que serve como residência temporária da família real, o que geralmente ocorre durante os meses de inverno.